# Bill Maze
Pour les articles homonymes, voir Maze.
Bill Maze, de son vrai nom William Maze, né le 9 février 1956, est un joueur de tennis américain, professionnel entre 1978 et 1984.

## Carrière
Bill Maze devient champion des États-Unis des moins de 16 ans en 1972. Il est diplômé en économie de l'université Stanford en 1978.
Spécialiste du double, il a remporté deux titres avec son ancien équipier d'université John McEnroe.
Après sa carrière, il travaille comme directeur d'un club de tennis à Alameda. Depuis 1990, il est entraîneur de l'équipe de l'université de Californie, l'UC Davis Aggies.

## Palmarès

### Titres en double messieurs
| No | Date       | Nom et lieu du tournoi                         | Catégorie | Dotation | Surface         | Partenaire   | Finalistes                  | Score         |  |
| -- | ---------- | ---------------------------------------------- | --------- | -------- | --------------- | ------------ | --------------------------- | ------------- |  |
| 1  | 24-09-1978 | United Technologies Classic Hartford           |           | 75 000 $ | Moquette (int.) | John McEnroe | Mark Edmondson Van Winitsky | 6-3, 3-6, 7-6 |  |
| 2  | 28-07-1980 | Tournoi de tennis de South Orange South Orange |           | 75 000 $ | Terre (ext.)    | John McEnroe | Fritz Buehning Van Winitsky | 7-6, 6-4      |  |

## Parcours dans les tournois duGrand Chelem

### En simple
| Année | Open d'Australie | Open d'Australie | Internationaux de France | Internationaux de France | Wimbledon | Wimbledon | US Open         | US Open           |
| ----- | ---------------- | ---------------- | ------------------------ | ------------------------ | --------- | --------- | --------------- | ----------------- |
| 1977  | —                | —                | —                        | —                        | —         | —         | 1er tour (1/64) | Manuel Orantes    |
| 1978  | —                | —                | —                        | —                        | —         | —         | —               | —                 |
| 1979  | 2e tour (1/32)   | Syd Ball         | 1er tour (1/64)          | David Carter             | —         | —         | —               | —                 |
| 1980  | —                | —                | 1er tour (1/64)          | Manuel Orantes           | —         | —         | 1er tour (1/64) | Juan Carlos Ayala |

N.B. : à droite du résultat se trouve le nom de l'ultime adversaire.

### En double
| Année | Open d'Australie         | Open d'Australie      | Internationaux de France | Internationaux de France | Wimbledon | Wimbledon | US Open                  | US Open                 |
| ----- | ------------------------ | --------------------- | ------------------------ | ------------------------ | --------- | --------- | ------------------------ | ----------------------- |
| 1982  | 1/4 de finale H. Pfister | A. Andrews John Sadri | —                        | —                        | —         | —         | 2e tour (1/16) B. Kleege | F. Buehning Johan Kriek |

N.B. : le nom du ou de la partenaire se trouve sous le résultat ; le nom des ultimes adversaires se trouve à droite.